# Kabirizi (Muleba)
Kabirizi ist ein ländlicher Bezirk (Ward) des Distriktes Muleba in der tansanischen Region Kagera.

## Geografie
Kabirizi liegt im Nordwesten von Tansania westlich des Victoriasees. Die Fläche des Bezirks beträgt 61,51 Quadratkilometer, bei der Volkszählung 2022 wohnten 12.769 Menschen in 2996 Haushalten.

## Gliederung
Der Bezirk besteht aus vier Gemeinden (Mtaa) mit 19 Orten (Kitongoji):
| Kabirizi - Kabirizi - Kigombe - Nyakaziba - Maganiro - Kangwe | Kashanda - Kashanda - Kagongo - Lusharuga - Nyarutunga - Kikomero - Kakindo | Kihwera - Kihwera A - Kihwera B - Kibare - Kakukuru | Mikale - Mikale A - Mkunyu - Kilanda - Kabayondwe |

## Infrastruktur
- Bildung: Die staatliche weiterführende Schule des Bezirks wurde 2007 gegründet und bildet Jugendliche bis zur 4. Stufe aus.[6]
- Gesundheit: In Kihwera befindet sich eine Apotheke, die unter anderem Malaria-Diagnose und -Erstbehandlung, HIV-Pflege und -Behandlung, Mutter-Kind-Pflege und kleine chirurgische Eingriffe anbietet.[7]